# Eucera pollinaris
Eucera pollinaris är en biart som först beskrevs av Kirby 1802.  Eucera pollinaris ingår i släktet långhornsbin, och familjen långtungebin. Inga underarter finns listade i Catalogue of Life.